# Node-B
Node-B è un termine usato nell'UMTS per denotare la BTS (stazione radio base). A differenza delle stazioni base GSM, Node-B usa la tecnologia W-CDMA.

## Funzionalità
Tradizionalmente, i Node B hanno funzionalità minime e sono controllati da un RNC (Radio Network Controller). Comunque, questo sta cambiando con l'emergente High-Speed Downlink Packet Access (HSDPA).

## Differenze fra una BTS e un Node B

### Frequenza d'uso
L'utilizzo della tecnologia W-CDMA consente a celle appartenenti allo stesso od a differenti Node-B (anche se controllate da differenti RNC) di condividere la stessa frequenza (in effetti, l'intera rete può essere implementata con una sola coppia di frequenze).

### Requisiti di potenza
Dal momento che la W-CDMA spesso utilizza frequenze più alte del GSM, il range di celle è considerevolmente più piccolo rispetto a quello del GSM. Ciò richiede un numero più elevato di Node B a un'attenta pianificazione della rete UMTS. I requisiti di potenza di un Node-B (così come degli UE user equipment: terminali mobili UMTS) sono molto più bassi.

### Installazione di un Node-B
Una completa installazione consiste di un contenitore, un sostegno per l'antenna (traliccio, palo, edificio ecc.) e l'antenna stessa. Il contenitore contiene amplificatori di potenza, DSP (Processori digitali di segnale), batterie di back-up ed eventuali condizionatori d'aria. Le tendenze attuali sono quelle di camuffare le antenne e anche i Node B (colorarli con lo stesso colore dell'edificio o nascondere le antenne dietro pannelli trasparenti alla radiofrequenza).
Un Node B può servire diverse celle, anche chiamate settori, in funzione della configurazione e il tipo di antenna. Le configurazioni maggiormente  impiegate sono: cella omnidirezionale (360°), 3 settori (3x120°) o 6 settori (3 settori sfasati di 120° sovrapposti a tre settori operanti su una diversa frequenza).